# City-Pier-City Loop 2002
De 28e editie van de City-Pier-City Loop vond plaats op zondag 23 maart 2002.
De wedstrijd werd bij de mannen gewonnen door de Keniaan Yusef Songoka in 1:00.53. Hij was veertien seconden sneller dan zijn landgenoot Salim Kipsang. Wilson Kigen maakte het Keniaanse podium compleet door derde te worden in 1:01.11. De wedstrijd bij de vrouwen werd een zege voor de Keniaanse Linah Cheruiyot; zij finishte in 1:08.54. Snelste Nederlanders waren Jeroen van Damme (twaalfde in 1:03.05) en Irma Heeren (derde in 1:10.49).

## Uitslagen

### Mannen
| rang   | naam                   | land | tijd    |
| ------ | ---------------------- | ---- | ------- |
| Goud   | Yusef Songoka          | KEN  | 1:00.53 |
| Zilver | Salim Kipsang          | KEN  | 1:01.07 |
| Brons  | Wilson Kigen           | KEN  | 1:01.11 |
| 4      | Wilson Chelal          | KEN  | 1:01.22 |
| 5      | Benjamin Kimutai       | KEN  | 1:01.33 |
| 6      | Christopher Cheboiboch | KEN  | 1:01.35 |
| 7      | Musa Boit              | KEN  | 1:01.47 |
| 8      | Piotr Gladki           | POL  | 1:02.20 |
| 9      | Peter Raburu           | KEN  | 1:02.51 |
| 10     | Paul Biwott            | KEN  | 1:02.54 |
| 11     | Guy Fays               | BEL  | 1:02.56 |
| 12     | Jeroen van Damme       | NED  | 1:03.05 |
| 13     | Viktor Röthlin         | SUI  | 1:03.11 |
| 14     | Alfred Shemveta        | SWE  | 1:03.15 |
| 15     | Sergio Chiesa          | ITA  | 1:03.41 |
| 16     | Robert Smits           | NED  | 1:04.20 |
| 17     | Simon Kiilu            | KEN  | 1:04.27 |
| 18     | Samuel Rongo           | KEN  | 1:04.29 |
| 19     | Hugo van den Broek     | NED  | 1:04.32 |
| 20     | Stefan Van Den Broek   | BEL  | 1:04.37 |
| 21     | Jan Bialk              | POL  | 1:04.40 |
| 22     | Koen Raymaekers        | NED  | 1:04.46 |
| 23     | Neals Strik            | NED  | 1:04.54 |
| 24     | Magnus Bergman         | SWE  | 1:05.03 |
| 25     | Aiduna Aitnafa         | NED  | 1:05.07 |

### Vrouwen
| rang   | naam                     | land | tijd    |
| ------ | ------------------------ | ---- | ------- |
| Goud   | Linah Cheruiyot          | KEN  | 1:08.54 |
| Zilver | Marleen Renders          | BEL  | 1:08.56 |
| Brons  | Irma Heeren              | NED  | 1:10.49 |
| 4      | Margaret Atodonyang      | KEN  | 1:10.54 |
| 5      | Annemette Jensen         | DEN  | 1:12.40 |
| 6      | Rosaria Console          | ITA  | 1:12.57 |
| 7      | Anne van Schuppen        | NED  | 1:13.23 |
| 8      | Vivian Ruijters          | NED  | 1:13.43 |
| 9      | Elzbieta Jarosz          | POL  | 1:14.04 |
| 10     | Adriana Rodica Chirita   | ROU  | 1:14.38 |
| 11     | Marie Soderstrom         | SWE  | 1:14.58 |
| 12     | Mounia Aboulahcen        | MAR  | 1:15.40 |
| 13     | Annelieke van der Sluijs | NED  | 1:15.44 |
| 14     | Nadezhda Wijenberg       | NED  | 1:15.47 |
| 15     | Sandra ter Horst         | NED  | 1:16.22 |
| 16     | Miranda Boonstra         | NED  | 1:17.30 |
| 17     | Femke Klous              | NED  | 1:17.32 |
| 18     | Connie van den Ouweland  | NED  | 1:17.51 |
| 19     | Camilla Benjaminsson     | SWE  | 1:18.34 |
| 20     | Susanne Johansson        | SWE  | 1:19.05 |
| 21     | Marlies Jongerius        | NED  | 1:19.56 |
| 23     | Erika van de Bilt        | NED  | 1:21.37 |

1975 ·
1976 ·
1977 ·
1978 ·
1979 ·
1980 ·
1981 ·
1982 ·
1983 ·
1984 ·
1985 ·
1986 ·
1987 ·
1988 ·
1989 ·
1990 ·
1991 ·
1992 ·
1993 ·
1994 ·
1995 ·
1996 ·
1997 ·
1998 ·
1999 ·
2000 ·
2001 ·
2002 ·
2003 ·
2004 ·
2005 ·
2006 ·
2007 ·
2008 ·
2009 ·
2010 ·
2011 ·
2012 ·
2013 ·
2014 ·
2015 ·
2016 ·
2017 ·
2018 ·
2019 (afgelast) ·
2020 ·
2021 (afgelast) ·
2022 ·
2023 ·
2024